# Morton (Derbyshire)
Pour les articles homonymes, voir Morton.
Morton est une paroisse civile et un village du Derbyshire, en Angleterre.